# Philipp von Foltz
Pour les articles homonymes, voir Foltz.
Philipp von Foltz (né le 11 mai 1805, mort le 5 août 1877) est un peintre bavarois.

## Biographie
Philipp von Foltz est né à Bingen am Rhein où son père, Ludwig, lui donne ses premières leçons. En 1825 il se rend à Munich où il est accepté à l'académie des beaux-arts. Il devient l'assistant de Wilhelm Lindenschmit l'Ancien (de), et commence à créer des séries de peintures à l'huile sur des sujets historiques. En 1835 il se rend à Rome où il crée une peinture monumentale "Des Sängers Fluch" ("La malédiction du chanteur"), basé sur un poème de Ludwig Uhland. À son retour il est nommé professeur à l'académie royale de Maximilien II de Bavière, où il a comme élève entre-autres Theodor Pixis.

## Galerie

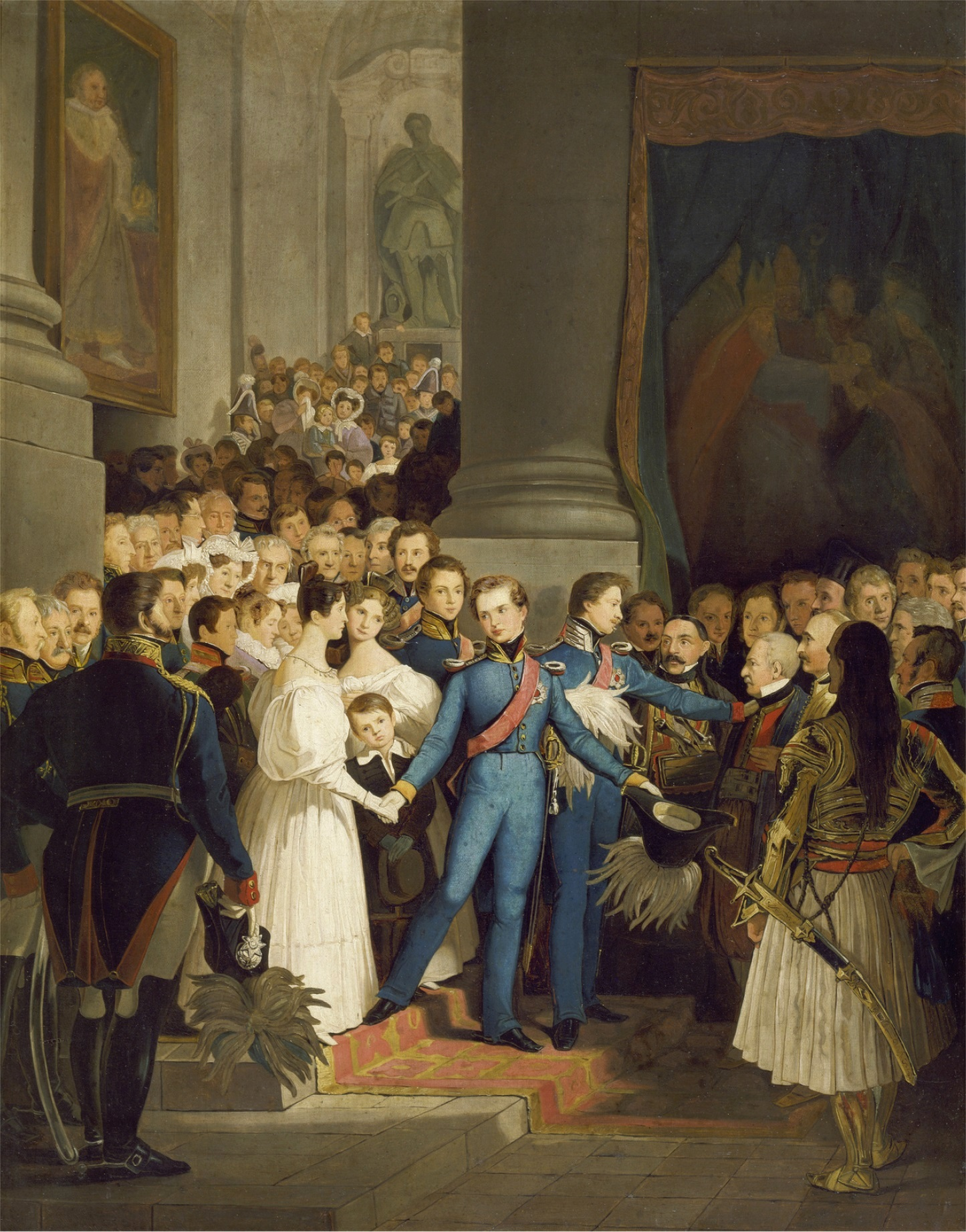
Der Abschied König Ottos vom Münchner Hof (Les adieux du roi Othon à la cour de Munich)